# 허태영
허태영(許泰榮, 1919년 12월 11일~1957년 9월 24일)은 대한민국의 군인 겸 정치인이며 육군 대령 출신이다.
1919년 12월 11일, 일제강점기 평안남도 중화의 부농가(富農家)에서 출생하였으며, 지난날 한때 경상북도 경산과 황해도 평산을 거쳐 평안남도 평양에서 잠시 유아기를 보낸 적이 있고 그 후 평안남도 평양 만수보통학교 3학년 시절(1928년)에는 종교를 불교에서 개신교로 개종하였으며 훗날 평안남도 평양고등농림학교(1938년)를 나온 그는 1938년 3월 당시부터 1940년 3월까지 평안남도 평양 종로소학교 급사 등을 거쳐 1940년 3월 2일 당시부터 1942년 3월 9일 당시까지 경기도 양주백석국민학교 급사를 잠시 모두 4년 남짓 지내다가 그만두고 1942년 4월 12일, 일본군 헌병보에 입대하였으며 1945년 양력 8월 15일을 기하여 조선 광복을 목도하면서 일본군 헌병보 군직에서 파면된 그는 도쿄를 떠나 나고야에서 과일 장사꾼 등으로 변장하여 자금을 모아 1946년 5월 당시에 귀국하였으며 그 후 미군정청이 주관하는 국민학교 교원 특채 시험에 입격(합격)하여 1947년 3월 당시에서부터 1948년 3월까지 1년간 경기도 양주 소재 장흥국민학교 교원 등을 잠시 지내다가 그만두고 1949년, 대한민국 육군사관학교 특8기로 임관하였으며 같은 해 1949년 대한민국 육군보병학교 1기를 나온 그는 1950년 대한민국 육군포병학교 2기를 나온 후 한국 전쟁에도 참전하였다.
그는 육군 제2군사령관 강문봉(姜文奉) 장군의 배후로써 1956년 1월 30일을 기하여 결국엔 육군 특무부대장 김창룡(金昌龍) 장군을 사살, 이른바 "김창룡 장군 암살 사건"을 중요 임무 종사하여 군사재판(군법회의)에 기소되었고 재판 끝에 사형이 선고되어 육군 대령 강제 예편된 그는 김홍섭(金洪燮) 판사의 권유를 받아 옥중에서 개신교를 이탈하여 천주교로 두번째 개종을 하였고 1957년 9월 24일을 기하여 옛 직속 부하 이유회(李留會) 예비역 육군 중사와 함께 사형(총살형)이 집행되었다.

## 직계 가족 및 친인척 관계
허태영 육군 대령 그의 첫째 남동생 허태석(許泰錫)은 퇴역 경관 경감 출신이고, 막내 남동생 허병익(許炳益)은 예비역 육군 중위 출신이며, 처갓댁 이종처남 인성관(印聖琯)은 예비역 육군 대령 출신이다. 허태영 대령의 자녀 3남 2녀(5남매) 가운데 막내딸(차녀 허옥영)은, 허태영 대령이 1957년 9월 24일, 총살형으로 사형이 집행된지도 어언 나흘이 지난, 1957년 9월 28일 출생한 유복녀(遺腹女)이기도 하다.
- 아버지: 허금(許錦, 1892년생~1977년졸) - 지난날 1945년 11월에, 직계 직족 및 사돈댁들과 함께 동반하여, 삼팔선 이남 지역의 미군정 시대의 경기도 광주군으로 월남하기 이전에는, 일제 시대의 평안남도 중화군 지역의 부농가 대주 출신.
- 어머니: 제안 황중성(齊安 黃中城, 1895년생~1983년졸)
  - 본인: 허태영(許泰榮, 1919년생~1957년졸)
  - 배우자: 제안 황운하(齊安 黃雲夏, 1923년생~2006년졸)
    - 자녀: 3남 2녀(그 중 장녀 허옥희, 3남 허운학, 차녀 허옥영)

  - 친남동생: 허태석(許泰錫, 1922년생~1997년졸) - 1955년 경관 퇴직한, 퇴역 경관 경감 출신으로 기혼 및 성가.
  - 친남동생: 허병익(許炳益, 1932년생~1998년졸) - 1954년 예비역 전역한, 예비역 육군 중위 출신으로 기혼 및 성가.
  - 친여동생: 허미화(許美花, 1934년생~2015년졸) - 기혼 및 출가.
  - 친여동생: 허이화(許梨花, 1936년생~2008년졸) - 기혼 및 출가.
- 장모: 장수 황씨 황순녀(長水 黃氏 黃順女, 1902년생~1972년졸) - 1934년 상배 후 1945년 11월, 삼팔선 이남 지역의 미군정 시대의 경기도 광주군으로 월남.
  - 처가친척 이종사촌 처남: 인성관(印聖琯, 1921년생~1995년졸) - 교동 인씨 후손으로, 1941년 11월에서부터 1945년 8월 15일까지의 일본군 헌병 초급 군속 출신인데, 1945년 8월 15일, 광복(을유 해방)이 도래하자 일본군 군속에서 사실상 본격 파면되어 이듬해 1946년 6월에 귀국, 그로부터 1년 후, 1947년 육사 특7기 임관으로 육군 소위에 보임되어, 8년 후 1955년 육군 대령 예편(예비역 전역).

## 학력
- 일제강점기 평안남도 평양종로보통학교 1학년 1학기 수료 및 전퇴(1926년)
- 일제강점기 평안남도 평양만수보통학교 졸업(1932년)
- 일제강점기 평안남도 평양고등농림학교 졸업(1938년)
- 대한민국 육군사관학교 8기(1949년)
- 대한민국 육군보병학교 1기(1949년)
- 대한민국 육군포병학교 2기(1950년)